# Phyllolabis golanensis
Phyllolabis golanensis är en tvåvingeart som beskrevs av Jaroslav Stary och Amnon Freidberg 2007. Phyllolabis golanensis ingår i släktet Phyllolabis och familjen småharkrankar.
Artens utbredningsområde är Israel. Inga underarter finns listade i Catalogue of Life.